# هاويستين
هاويستين هي قرية في مقاطعة مرند، إيران. عدد سكان هذه القرية هو 330 في سنة 2006.